# Red Robbins
Austin "Red" Robbins (Leesburg, Florida, 30 de septiembre de 1944-Metairie, Luisiana, 18 de noviembre de 2009) fue un jugador de baloncesto estadounidense que disputó ocho temporadas en la ABA y dos más en la liga italiana. Con 2,03 metros de estatura, jugaba en las posiciones de ala-pívot y pívot.

## Trayectoria deportiva

### Universidad
Jugó tres temporadas con los Volunteers de la Universidad de Tennessee, promediando en la última de ellas 17,1 puntos y 12,6 rebotes, lo que le valió para ser elegido en el segundo mejor quinteto de la Southeastern Conference.

### Profesional
Fue elegido en la quincuagésimo novena posición del Draft de la NBA de 1966 por Philadelphia 76ers, pero tras ser descartado por el equipo, jugó una temporada en el Olimpia Milano de la liga italiana.
Al año siguiente regresó a su país para fichar por los New Orleans Buccaneers de la ABA, donde en su primera temporada promedió 15,7 puntos y 12,2 rebotes por partido, disputando ese año el primero de los tres All-Star de la ABA que jugaría a lo largo de su carrera.
En la temporada 1968-69 y la 1969-70 fue incluido en el 2º Mejor quinteto de la ABA, acabando en la última de ellas como tercer mejor reboteador de la liga, con 16,2 rebotes por partido, sólo superado por Spencer Haywood y Mel Daniels.
En 1970 fue traspasado a los Utah Stars junto con Mike Butler a cambio de Craig Raymond y Bobby Warren. Y en su primera temporada en el equipo fue pieza clave para la consecución del campeonato, promediando 12,6 puntos y 11,9 rebotes por partido.
Tras una segunda temporada en el equipo, al término de la misma fue incluido en el draft de expansión por la llegada de nuevos equipos a la liga, siendo elegido por los San Diego Conquistadors. En su única temporada completa en el equipo bajó sus estadísticas hasta los 9,9 puntos y 7,2 rebotes por partido. Al año siguiente fue traspasado junto con Chuck Williams a los Kentucky Colonels a cambio de Jimmy O'Brien y una futura primera ronda de draft, y tras una temporada, fue vendido a los Virginia Squires.
En 1975, ya con 31 años regresó al Olimpia Milano, donde jugó una temporada agridulce. Promedió 19,6 puntos y 12,6 rebotes por partido, y ese año se alzaron con la Recopa de Europa, pero también acabaron descendiendo a la Serie A2.
Falleció el 18 de noviembre de 2009, a los 65 años, víctima de un cáncer.

## Estadísticas de su carrera en la ABA

### Temporada regular
| Temporada | Edad | Equipo                  | Liga | Pos. | P   | TIT | MIN  | TC  | TCA  | %TC  | 3P  | 3PA | %3P  | 2P  | 2PA  | %2P  | TL  | TLA | %TL   | R.OF. | R.DEF. | REB  | ASIS | ROB | TAP | PER | FP  | PTS  |
| 1967-68 ★ | 23   | New Orleans Buccaneers  | ABA  | C    | 73  |     | 29.6 | 6.1 | 12.6 | .488 | 0.0 | 0.1 | .333 | 6.1 | 12.5 | .489 | 3.4 | 4.2 | .795  | 5.0   | 7.2    | 12.2 | 1.0  |     |     | 1.6 | 2.2 | 15.7 |
| 1968-69 ★ | 24   | New Orleans Buccaneers  | ABA  | C    | 76  |     | 36.0 | 6.0 | 13.6 | .441 | 0.1 | 0.4 | .241 | 5.9 | 13.2 | .446 | 3.8 | 4.8 | .806  | 4.8   | 8.6    | 13.5 | 1.9  |     |     | 1.6 | 2.6 | 15.9 |
| 1969-70   | 25   | New Orleans Buccaneers  | ABA  | PF   | 82  |     | 39.8 | 6.4 | 13.3 | .481 | 0.1 | 0.3 | .304 | 6.3 | 13.0 | .485 | 3.5 | 4.5 | .779  | 5.2   | 11.0   | 16.2 | 2.2  |     |     | 1.8 | 3.1 | 16.4 |
| 1970-71 ★ | 26   | Utah Stars              | ABA  | PF   | 82  |     | 36.5 | 4.8 | 11.1 | .436 | 0.1 | 0.5 | .250 | 4.7 | 10.5 | .446 | 2.8 | 3.3 | .835  | 3.7   | 8.2    | 11.9 | 2.2  |     |     | 1.5 | 2.5 | 12.6 |
| 1971-72   | 27   | Utah Stars              | ABA  | PF   | 78  |     | 32.9 | 4.9 | 9.6  | .504 | 0.4 | 0.9 | .408 | 4.5 | 8.7  | .514 | 2.1 | 2.6 | .831  | 2.8   | 6.3    | 9.1  | 1.6  |     |     | 1.1 | 2.2 | 12.2 |
| 1972-73   | 28   | San Diego Conquistadors | ABA  | C    | 58  |     | 27.9 | 3.8 | 9.1  | .415 | 0.2 | 0.5 | .300 | 3.6 | 8.5  | .422 | 2.3 | 2.7 | .845  | 2.7   | 4.4    | 7.2  | 1.7  |     |     | 1.5 | 2.3 | 9.9  |
| 1973-74   | 29   | TOTAL                   | ABA  | C    | 80  |     | 20.3 | 3.5 | 7.2  | .478 | 0.0 | 0.2 | .077 | 3.4 | 7.1  | .488 | 1.5 | 1.7 | .853  | 1.8   | 3.0    | 4.8  | 1.1  | 0.5 | 0.4 | 1.1 | 1.4 | 8.4  |
| 1973-74   | 29   | San Diego Conquistadors | ABA  | C    | 46  |     | 22.0 | 3.9 | 8.2  | .476 | 0.0 | 0.2 | .125 | 3.9 | 8.0  | .484 | 1.6 | 1.9 | .862  | 2.0   | 3.4    | 5.3  | 1.3  | 0.7 | 0.6 | 1.3 | 1.6 | 9.4  |
| 1973-74   | 29   | Kentucky Colonels       | ABA  | C    | 34  |     | 18.1 | 2.9 | 5.9  | .483 | 0.0 | 0.1 | .000 | 2.9 | 5.8  | .495 | 1.2 | 1.4 | .837  | 1.6   | 2.6    | 4.1  | 0.9  | 0.2 | 0.2 | 0.9 | 1.1 | 6.9  |
| 1974-75   | 30   | TOTAL                   | ABA  | C    | 57  |     | 31.2 | 5.4 | 11.4 | .474 | 0.1 | 0.2 | .300 | 5.3 | 11.2 | .476 | 2.8 | 3.3 | .866  | 2.7   | 4.6    | 7.3  | 2.0  | 0.5 | 0.5 | 1.7 | 1.9 | 13.7 |
| 1974-75   | 30   | Kentucky Colonels       | ABA  | C    | 4   |     | 7.3  | 3.0 | 5.3  | .571 | 0.0 | 0.0 |      | 3.0 | 5.3  | .571 | 1.5 | 1.5 | 1.000 | 2.0   | 0.8    | 2.8  | 0.3  | 0.5 | 0.3 | 0.5 | 1.0 | 7.5  |
| 1974-75   | 30   | Virginia Squires        | ABA  | C    | 53  |     | 33.0 | 5.6 | 11.8 | .470 | 0.1 | 0.2 | .300 | 5.5 | 11.6 | .473 | 2.9 | 3.4 | .862  | 2.7   | 4.9    | 7.6  | 2.1  | 0.5 | 0.6 | 1.8 | 1.9 | 14.1 |
| Total     |      |                         | ABA  |      | 586 |     | 32.0 | 5.1 | 11.0 | .466 | 0.1 | 0.4 | .305 | 5.0 | 10.6 | .471 | 2.8 | 3.4 | .818  | 3.6   | 6.9    | 10.5 | 1.7  | 0.5 | 0.5 | 1.5 | 2.3 | 13.1 |

### Playoffs
| Temporada | Edad | Equipo                  | Liga | Pos. | P  | TIT | MIN  | TC  | TCA  | %TC  | 3P  | 3PA | %3P  | 2P  | 2PA  | %2P  | TL  | TLA | %TL  | R.OF. | R.DEF. | REB  | ASIS | ROB | TAP | PER | FP  | PTS  |
| 1967-68   | 23   | New Orleans Buccaneers  | ABA  | C    | 17 |     | 36.5 | 6.8 | 14.8 | .456 | 0.0 | 0.4 | .000 | 6.8 | 14.5 | .467 | 3.9 | 5.5 | .710 |       |        | 13.8 | 1.6  |     |     | 2.4 | 2.6 | 17.4 |
| 1968-69   | 24   | New Orleans Buccaneers  | ABA  | C    | 11 |     | 37.3 | 6.5 | 13.3 | .486 | 0.2 | 0.5 | .400 | 6.3 | 12.8 | .489 | 3.7 | 4.8 | .774 |       |        | 15.9 | 1.5  |     |     | 1.8 | 2.9 | 16.8 |
| 1970-71 ❍ | 26   | Utah Stars              | ABA  | PF   | 18 |     | 31.4 | 5.2 | 9.4  | .553 | 0.3 | 0.6 | .455 | 4.9 | 8.8  | .560 | 1.6 | 2.3 | .707 | 2.7   | 7.4    | 10.2 | 2.2  |     |     | 1.3 | 2.4 | 12.3 |
| 1971-72   | 27   | Utah Stars              | ABA  | PF   | 9  |     | 25.2 | 2.2 | 6.2  | .357 | 0.0 | 0.7 | .000 | 2.2 | 5.6  | .400 | 1.4 | 1.8 | .813 |       |        | 6.8  | 1.6  |     |     | 0.6 | 1.3 | 5.9  |
| 1972-73   | 28   | San Diego Conquistadors | ABA  | C    | 4  |     | 36.8 | 4.8 | 13.8 | .345 | 0.5 | 1.0 | .500 | 4.3 | 12.8 | .333 | 6.0 | 6.8 | .889 | 4.3   | 6.8    | 11.0 | 1.3  |     |     | 2.5 | 4.0 | 16.0 |
| 1973-74   | 29   | Kentucky Colonels       | ABA  | C    | 8  |     | 13.5 | 2.0 | 3.4  | .593 | 0.0 | 0.0 |      | 2.0 | 3.4  | .593 | 1.6 | 1.8 | .929 | 0.6   | 3.4    | 4.0  | 0.6  | 0.5 | 0.6 | 1.1 | 0.8 | 5.6  |
| Total     |      |                         | ABA  |      | 67 |     | 31.0 | 5.0 | 10.5 | .475 | 0.1 | 0.5 | .281 | 4.9 | 10.1 | .484 | 2.8 | 3.6 | .762 | 2.4   | 6.3    | 10.9 | 1.6  | 0.5 | 0.6 | 1.6 | 2.3 | 12.9 |